# SHŌGUN
SHŌGUN（ショーグン）は、日本のロックバンド。

## 活動
1978年、芳野藤丸を中心に腕利きスタジオ・ミュージシャンで編成され、One Line Band名義でアルバム『Yellow Magic』をビクター音楽産業より発売する。このバンドに日本テレビ音楽の飯田則子が目をつけ、1979年、テレビドラマ『俺たちは天使だ!』の音楽担当として抜擢される事となる。このドラマの音楽を手がけるにあたり、メンバーにケーシー・ランキンを迎え入れ、バンド名をSHŌGUNと変更する。ドラマの主題歌となった「男達のメロディー」は50万枚を超えるヒットを記録した。1979年10月、テレビアニメ映画『大恐竜時代』の音楽を担当。
バンド名の由来は、たまたま番組の開始前に日本テレビ音楽の砂土居政和がアメリカへ旅行をした際、空港で山積みにされていた本『将軍 SHŌGUN』を見たのがきっかけで、その砂土居の「バンド名はSHŌGUN（将軍）でどうかな?」と部下の飯田の夢であった「外国でも通用できるバンド名」という希望と一致し、決定した。この事実からもわかる通り、当初はSHŌGUNとしてのグループ活動はメンバーの念頭にはなかったのである。
そして同年、ドラマ『探偵物語』でも音楽と主題歌を担当した。メンバー全員がデビューの時点で既に10年以上スタジオ・ミュージシャンとして活躍していた実力派であったが、わずか2年足らずで芳野・大谷和夫のマリファナ所持により活動停止となる。
しかし、24時間テレビ放送時間内に米国ABCテレビの有名音楽番組『American Bandstand』に衛星中継で出演した。
1980年に映画『幸福号出帆』にロックバンド役で出演した。
1985年に、ケーシーがまったく別のメンバーを集めてSHŌGUNの名を受け継ぐバンドを結成したが、本来のSHŌGUNのサウンドとは異なるものになり、短期間で解散してしまった。そのため、この時期の活動はSHŌGUNとしての正式な活動とは異なるものとされており、公式サイトにも記載されていない。
1997年、ほぼオリジナルに近いメンバー構成（パーカッションは無し、ドラムは山木秀夫に代わってエリック・ゼイが参加）で再結成。丁度同じ時期に『探偵物語』の映像が缶コーヒーのCMに使われることになり、そのCMソングが復活第1弾シングルとなった。同年12月にアルバムを発売、1998年4月には渋谷公会堂でのライブも予定されていた。しかし直前になってケーシーが脱退、ライブは中止となった。同年、シングル「チャラ」を発売したが、この時点ではメンバーは3人になっていたことが明かされている。その後、再び活動停止となる。
2001年、芳野・大谷・ミッチー長岡の3人編成で活動再開。ケイン富永をゲストに迎え、アルバム『SHŌGUN 2002』を発売。
2006年、アルバム『Keep On Playing』を発売。ライブの模様がDVD化された。
2008年、大谷が死去。
2009年、ケーシーが死去。ドラムスにAB'Sの岡本郭男、キーボードに佐倉一樹を迎え、SHŌGUN STYLE名義でライブ活動を開始。
2010年、TOKYO FM『KIRIN BEER "Good Luck" LIVE』出演を機にSHŌGUN名義での活動に復帰。
2012年、SHŌGUNおよび、芳野のソロワークスを収録した「VINTAGE〜beloved tunes」をリリース。関西に新レーベル“SOUND SPLASH”を設立し活動を再開。
2013年、アルバム『SOUND SPLASH』を発売。発売記念ライブも敢行（大阪・名古屋・東京・高崎）。さらに、nada、Yammy、未唯mie、長谷直美らのライブサポートも行う（うち、Yammyと長谷直美は芳野プロデュース）。
2014年、アルバム『The Road of Life』を発売、クリエイションと日比谷野外音楽堂にて共演。10月にDVD『Live!』発売。
2015年、シングル『Chase the way』を発売。
ケーシーが在籍していた時期は、メンバーでは彼がほぼ全面的に作詞を担当していたため、ほとんどの曲が英語で歌われている（日本語詞は外部の作詞家に発注）。アルバム『SHŌGUN』のライナーノーツでは日本人の中に英語や洋風のライフスタイルが定着していったことを意識した可能性が指摘されているが、芳野はゴダイゴなどの英語の歌がヒットしていたことを意識したと語っている。
2016年6月17日、テレビ東京系列の音楽番組『金曜7時のコンサート〜名曲!にっぽんの歌〜』に出演。「男達のメロディー」、「Bad City」の2曲を披露した。テレビ出演は30数年ぶりである。

## メンバー
第1期
- 芳野藤丸（ギター／ボーカル）
- 大谷和夫（ピアノ）
- ミッチー長岡（ベース／ボーカル）
- 山木秀夫（ドラムス）
- 中島御（パーカッション）
- ケーシー・ランキン（ギター／ボーカル）
- 見砂和照（ドラムス）

番外期
- ケーシー・ランキン（ギター／キーボード／ボーカル）
- マイク・ダン（ベース／ボーカル）
- 三浦"メザシ"晃嗣（ドラムス）
- 角田順（ギター）

第2期
- 芳野藤丸（ギター／ボーカル）
- ケーシー・ランキン（ギター／ボーカル）
- 大谷和夫（ピアノ／キーボード）
- ミッチー長岡（ベース／ボーカル）
- エリック・ゼイ（ドラムス／アコースティック・ギター／ボーカル）

第3期
- 芳野藤丸（ギター／ボーカル）
- 大谷和夫（キーボード）
- ミッチー長岡（ベース／ボーカル）

第4期（SHŌGUN STYLE改め）
- 芳野藤丸（ギター／ボーカル）
- ミッチー長岡（ベース／ボーカル）
- 岡本郭男（ドラムス）
- 佐倉一樹（キーボード）

## ディスコグラフィー

### シングル
| 男達のメロディー（作詞：喜多條忠 / 作曲：Casey Rankin / 編曲：大谷和夫） 『俺たちは天使だ!』主題歌                     | 1979年4月21日発売  | 第1期メンバー                    |
| B面：サタデー・サイクロン（作詞・作曲：Casey Rankin / 編曲：大谷和夫）                                                 |                    |                                  |
| 走れ!オールドマン（作詞：喜多條忠、Casey Rankin / 作曲：Casey Rankin / 編曲：大谷和夫）                                | 1979年9月発売      | 第1期メンバー                    |
| B面：風に抱かれて（作詞：喜多條忠 / 作曲：芳野藤丸 / 編曲：大谷和夫）                                                  |                    |                                  |
| Lonely Man（作詞：Casey Rankin / 作曲：大谷和夫、芳野藤丸 / 編曲：大谷和夫） 『探偵物語』・エンディングテーマ          | 1979年10月21日発売 | 第1期メンバー                    |
| B面：Bad City（作詞・作曲・Casey Rankin / 編曲：大谷和夫） 『探偵物語』・オープニングテーマ                            |                    |                                  |
| 友よ、心に風があるか（作詞：来生えつこ / 作曲：芳野藤丸 / 編曲：大谷和夫）                                             | 1980年2月発売      | 第1期メンバー                    |
| B面：Do It To Yourself（作詞：Casey Rankin / 作曲：ミッチー長岡 / 編曲：大谷和夫）                                     |                    |                                  |
| LIVING WITHOUT YOUR LOVE（作詞：Casey Rankin / 作曲：芳野藤丸 / 編曲：SHŌGUN）                                         | 1980年発売         | 第1期メンバー                    |
| B面：SIR PEER（作詞：Casey Rankin & John Stanely / 作曲：Casey Rankin / 編曲：SHŌGUN）                                 |                    |                                  |
| 美しきライバル（作詞：寒太郎 / 作曲：芳野藤丸 / 編曲：大谷和夫）※芳野藤丸ソロシングル 『痛快!ピッカピカ社員』挿入歌    | 1980年11月発売     | 第1期メンバー                    |
| B面：時の線路（レール）（作詞：寒太郎 / 作曲：芳野藤丸 / 編曲：大谷和夫）                                              |                    |                                  |
| BAD CITY(1997 Version)（作詞・作曲：Casey Rankin / 編曲：SHŌGUN） サッポロ飲料「JACK」CMソング                         | 1997年10月22日発売 | 第2期メンバー                    |
| cw：Lonely Man（1997 Version）（作詞：Casey Rankin / 作曲：芳野藤丸、大谷和夫 / 編曲：SHŌGUN）                         |                    |                                  |
| Starting All Over Again（作詞：Casey Rankin / 作曲：芳野藤丸 / 編曲：SHŌGUN） 『たけしの万物創世紀』エンディングテーマ | 1997年11月21日発売 | 第2期メンバー                    |
| cw：Why Don't You（作詞・作曲：Casey Rankin / 編曲：SHŌGUN） サッポロ飲料「JACK」CMソング                              |                    |                                  |
| チャラ（作詞：井辺清 / 作曲：芳野藤丸 / 編曲：大谷和夫） 吉野家CMソング                                                | 1998年7月18日発売  | 第2期メンバー （ケーシー脱退後） |
| cw：俺たちは天使じゃない（作詞：並河祥太 / 作曲：ミッチー長岡 / 編曲：SHŌGUN）                                         |                    |                                  |
| Chase the way（作詞：有森聡美 / 作曲・編曲：芳野藤丸） NHKラジオ第1放送 「午後のまりあーじゅ」4, 5月「ユアソング」     | 2015年5月13日発売  | 第4期メンバー                    |
| 2. Hi Hi Hi Hi（作詞：有森聡美 / 作曲・編曲：長岡道夫） 3. Chase the way（Inst.） 4. Hi Hi Hi Hi（Inst.）              |                    |                                  |

### ベスト・アルバム
| BEST OF SELECTION | 1980年発売         | 第1期メンバー |
| 1.男達のメロディー 2.One On One（You're The One） 3.SUnrise Highway 4.風に抱かれて 5.Living Without Your Love 6.Lonely Man 7.Do It To Yourself 8.Sir Peer 9.Bad City 10.友よ、心に風があるか |                    |               |
| GOLDEN J-POP/THE BEST SHŌGUN | 1997年11月21日発売 | 第1期メンバー |
| 1.As Easy As You Make It 2.Lonely Man（Single Version） 3.Bad City（Single Version） 4.Living Without Your Love 5.友よ、心に風があるか 6.Do It To Yourself 7.Otokotachi No Melody 8.サタデー・サイクロン 9.走れ!オールドマン 10.風に抱かれて 11.Sunrise Hightway 12.One On One（You're the one） 13.Sir Peer 14.Under The Rainbow（Tilopa's Song） 15.Imagination 16.You turn me on 17.Castle Walls |                    |               |
| COMPLETE SHŌGUN（2枚組） | 2001年10月24日発売 | 第1期メンバー |
| Disc 1 1.男達のメロディー 2.サタデー・サイクロン 3.Sunrise Highway 4.Castle Walls 5.Nina 6.You Turn Me On 7.Silently She Said 8.Feeling Glad All Over 9.走れ!オールドマン 10.風に抱かれて 11.Lonely Man（Single Version） 12.Bad City（Single Version） 13.As Easy As You Make It 14.Imagination 15.Sailor-Sailor 16.Yesterday, Today And Tomorrow Disc 2 1.Margarita 2.Bad City（Album Version） 3.The Tourist 4.I Should Have Known Better 5.Lonely Man（Album Version） 6.友よ、心に風があるか 7.Do It To Yourself 8.Living Without Your Love 9.Sir Peer 10.South On 101 11.At The Zoo 12.My Life Is Dedicated To My Music 13.One On One（You're The One） 14.Sammy's Theme 15.Politician 16.Under The Rainbow（Tilopa's Song） 17.美しきライバル 18.時の線路（レール） |                    |               |

### サウンドトラックアルバム
いずれもバップ「ミュージックファイルシリーズ」内の「伝説のアクションドラマ音楽全集」として発売された。
- 探偵物語ミュージックファイル（1992年9月21日発売、第1期メンバー）
- 俺たちは天使だ! ミュージックファイル（1992年11月1日発売、第1期メンバー）
- 探偵物語ミュージックファイルVol.2（1993年11月1日発売、第1期メンバー）

「伝説のアクションドラマ音楽全集」初期タイトル（全10枚）のうち2枚とVHSソフト「俺たちの勲章Vol.10（最終巻）」の購入者を応募対象とした応募者全員サービスとして「CD未収録BGM」とドラマのロゴステッカーが配布された。「俺たちは天使だ! ミュージックファイル」に未収録の楽曲の一部がこれに収録された可能性があるが、応募期間がわずか2か月強だったため少数しか配布されておらず、現在では入手は極めて困難。なお、『探偵物語』の楽曲は上記の2枚のアルバムに全曲収録されている。

### DVD
- SHŌGUN MTV PREMIUM LIVE in duo（2007年3月23日／第3期メンバー）
- SHŌGUN Live! (2014年10月27日／第4期メンバー）